# Cipriani Potter
Philip Cipriani Hambly Potter (ur. 3 października 1792 w Londynie, zm. 26 września 1871 tamże) – angielski kompozytor i pianista.

## Życiorys
Pochodził z rodziny muzyków. Jego dziadek, Richard Potter (1725–1806), był budowniczym fletów. Ojciec, Richard Huddleston Potter (1755–1821), był flecistą i skrzypkiem, jednym z założycieli Royal Philharmonic Society. Studiował w Londynie u Thomasa Attwooda, Josepha Woelfla i Williama Crotcha. W 1815 roku został członkiem Royal Philharmonic Society. W 1816 roku debiutował w Londynie jako pianista. W 1817 roku wyjechał do Wiednia. Poznał tam Ludwiga van Beethovena, za radą którego podjął studia z zakresu kompozycji i kontrapunktu u Aloysa Förstera. Koncertował w Austrii, Niemczech i Włoszech. W 1819 roku wrócił do Anglii. Występował jako dyrygent koncertów Royal Philharmonic Society. Od 1822 roku związany z Królewską Akademią Muzyczną, w latach 1832–1859 był jej rektorem. Jego uczniem był George Macfarren.

## Twórczość
Wśród kontynuujących dorobek poprzedników twórców brytyjskich tego okresu muzyka Pottera wyróżnia się zastosowaniem nowocześniejszych środków wyrazu i indywidualnymi cechami. Był innowatorem w dziedzinie harmonii, wprowadzając dysonanse i efekty kolorystyczne. Jego symfonie mają przeważnie budowę 4-częściową. Często wprowadzał solowe pasaże instrumentów dętych drewnianych. Twórczość fortepianowa Pottera utrzymana jest w stylu brillant.
Był wykonawcą angielskich premier I, III i IV koncertu fortepianowego Ludwiga van Beethovena.

## Wybrane kompozycje
(na podstawie materiałów źródłowych)

### Utwory orkiestrowe
- 9 symfonii (1819–1834)
- uwertury Antony and Cleopatra (1835), Cymbeline (1836) i The Tempest (1837)
- Duo concertant na fortepian, skrzypce i orkiestrę (1827)
- Concertante on „Les folies d’espagne” na skrzypce, wiolonczelę, kontrabas, fortepian i orkiestrę (1829)
- Marsz (1854)

### Utwory na fortepian i orkiestrę
- koncerty d-moll (1832), Es-dur (1833) i E-dur (1835)
- Introduzione e Rondo „alla militaire” (1827)
- Varazioni di bravura na tematy z utworów Rossiniego (1829)
- Ricercata na tematy z popularnych pieśni francuskich (1830)

### Utwory kameralne
- Sekstet na flet, kwartet smyczkowy i fortepian (1827)
- Sekstet Es-dur na flet, klarnet, altówkę, wiolonczelę, kontrabas i fortepian (1836)
- Kwartet smyczkowy G-dur
- Sonata di bravura na róg i fortepian; także wersja na fagot, wiolonczelę i fortepian (1824)

### Utwory fortepianowe
- 3 sonaty: C-dur (1818), D-dur (1818), e-moll (1818)
- 3 Waltzes in German Style (1816)
- Variations on Mozart’s „Fin ch’han dal vino” (1818)
- „Enigma” Variations (1825)
- Studies in All the Major and Minor Keys (1826)
- 54 Impromptus (1832)
- Fantazja i fuga c-moll na 2 fortepiany (1818)

### Utwory wokalne
- kantata Medora e Corrado na głosy solowe, chór i orkiestrę do słów Gabriele’a Rossettiego (1830)